# Laura Lynn (chanteuse)
Pour les articles homonymes, voir Laura Lynn.
Laura Lynn, de son vrai nom Sabrina Tack, est une chanteuse flamande née le 18 juin 1976 à Ardooie (Belgique).

## Sources
- (nl) Cet article est partiellement ou en totalité issu de l’article de Wikipédia en néerlandais intitulé « Laura Lynn » (voir la liste des auteurs).